# Grand Prix de Wallonie 2007
La 48e édition du Grand Prix de Wallonie a eu lieu le 19 septembre 2007. Elle a été remportée par le Belge Bert De Waele.

## Classement final
Bert De Waele remporte la course en parcourant les 203,2 kilomètres en 5 h 1 min 50 s à la vitesse moyenne de 39,100 km/h.
| Classement final, | Classement final,      | Classement final, | Classement final,                              | Classement final, |
|                   | Coureur                | Pays              | Équipe                                         | Temps             |
| ----------------- | ---------------------- | ----------------- | ---------------------------------------------- | ----------------- |
| 1er               | Bert De Waele          | Belgique          | Landbouwkrediet-Tönissteiner                   | en 5 h 1 min 50 s |
| 2e                | Cédric Vasseur         | France            | Quick Step-Innergetic                          | m.t               |
| 3e                | Thor Hushovd           | Norvège           | Crédit agricole                                | + 2 s             |
| 4e                | Giovanni Visconti      | Italie            | Quick Step-Innergetic                          | m.t               |
| 5e                | José Enrique Gutiérrez | Espagne           | LPR                                            | m.t               |
| 6e                | Pieter Mertens         | Belgique          | Predictor-Lotto                                | m.t               |
| 7e                | Kevyn Ista             | Belgique          | Pôle Continental Wallon-Bergasol-Euro Millions | m.t               |
| 8e                | Jelle Vanendert        | Belgique          | Chocolade Jacques-Topsport Vlaanderen          | m.t               |
| 9e                | Nico Sijmens           | Belgique          | Landbouwkrediet-Tönissteiner                   | m.t               |
| 10e               | Björn Leukemans        | Belgique          | Predictor-Lotto                                | m.t               |
| modifier          |                        |                   |                                                |                   |